# Артур Едвін Кеннеллі
Артур Едвін Кеннеллі (англ. Arthur Edwin Kennelly; 17 грудня 1861 — 18 червня 1939) — американський інженер-електрик.

## Біографія
Кеннеллі народився 17 грудня 1861 року в місті Колаба, штат Південний Мумбаї, Індія, і здобув освіту в університетській школі Лондона. Батьки ірландський морський офіцер капітан Девід Джозеф Кеннеллі (1831—1907) та Кетрін Гібсон Гейкок (1839—1863). Мати померла, коли йому було три роки. У 1863 році його батько звільнився з флоту і вони повернулися до Англії. У 1878 році батько одружився з Елен Л. Спенсер і переїхав разом із сім'єю в Сідней, Нова Шотландія. Із третім шлюбом батька Артур здобув чотирьох зведених братів і сестер: Заїду Кеннеллі в 1881 році, Девіда Дж. Кеннеллі-молодшого в 1882 році, Нелл К. Кеннеллі в 1883 році та Спенсера М. Кеннеллі в 1885 році.
У грудні 1887 р. Кеннеллі приєднався до лабораторії West Orange Orange Томаса Едісона. Працюючи до березня 1894 р. відіграв певну роль у війні струмів, допомагаючи Гарольд Р. Браун в розробці демонстрації, щоб показати, що змінний струм небезпечніший постійного струму, а також в якості додаткового тесту для визначення типу електрики, який слід використовувати в електричному кріслі. Він переконував чиновників, що доцільніше використовувати змінний струм.
Кеннеллі створив з Едвіном Х'юстоном консалтингову фірму з електротехніки. Разом вони написали « Змінний електричний струм» (1895), « Листівки з електротехніки» (1896) та « Електродугове освітлення» (1902). У 1893 році він представив роботу на тему " Імпеданс " Американському інституту інженерів-електриків (AIEE). Він досліджував використання комплексних чисел, в теорії ланцюгів змінного струму. У 1902 р. дослідив електричні властивості радіоспектру іоносфери, що призвело до концепції шару Кеннеллі-Хевісайда. У 1902 році Кеннеллі мав весь інженерний заряд експедиції, яка прокладала мексиканські підводні кабелі на трасі Вера Крус — Фронтера — Кампече. В той же час він був інспектором уряду Мексики під час виготовлення кабелю. Кеннеллі з 1902 по 1930 рр. був професором електротехніки в Гарвардському університеті і Массачусетському технологічному інституті з 1913 по 1924 рр. Його аспірантом був Ванневар Буш .
У 1911—1912 рр. Кеннеллі вдосконалив прикладну математику. Виклав свою теорію гіперболічного кута та гіперболічних функцій, спочатку на курсі Лондонського університету, а потім у виданій книзі.
Кеннеллі був активним учасником Товариства сприяння метричній системі ваг і мір, Товариства освітлювальної техніки та Національного комітету США Міжнародної електротехнічної комісії, виконував обов'язки президента як AIEE і Інституту радіотехніків ІРЕ протягом 1898—1900 рр. та 1916 р. відповідно. Він був запрошеним спікером ICM у 1924 році в Торонто.
Кеннеллі застосував свій інженерний досвід до спорту. Аналізуючи спортивні записи на витривалість коней і людей, він помітив, що графік часу та відстані спортивних рекордів утворює майже пряму лінію на графіку. Через 75 років Пітер Рігель, який також помітив той самий закон сили і назвав «рівнянням витривалості». Для «Закону втоми» Кеннеллі використовував однаковий показник 9/8 = 1,125 для всіх своїх наборів даних, тоді як Рігель зауважив, що ці показники відрізняються за видами спорту та за окремими типами.
18 червня 1939 р. Артур Едвін Кеннеллі помер у Бостоні, штат Массачусетс.

## Нагороди та відзнаки
Кеннеллі отримав нагороди від багатьох країн. Премію IEE Institution Premium (1887), медаль Едварда Лонгстрета (1917), медаль Говарда Н. Поттса (1918) Інституту Франкліна, хрест кавалера Легіону «почесний почесник Франції» та медаль Едісона AIEE (1933), тепер медаль Едісона IEEE. Він був нагороджений Почесною медаллю IRE (1932), яка тепер є Почесною медаллю IEEE, «За його дослідження явищ розповсюдження радіо та його внесок у теорію та методи вимірювань у полі ланцюга змінного струму, які зараз мають широке радіозастосування».

### Книги
- з Генрі Девідом Вілкінсоном: Практичні примітки для студентів-електриків (Лондон: «Електрик», Prtg. & Паб. Co., 1890)
- Бездротова телеграфія та бездротова телефонія - елементарний трактат (Нью-Йорк: Moffat, Yard & Co., 1913)
- Застосування гіперболічних функцій до проблем електротехніки; будучи предметом курсу лекцій, прочитаних перед Лондонським університетом у травні та червні 1911 р. (Лондон: Лондонський університет, 1912 р.)
- Штучні електричні лінії: їх теорія, спосіб побудови та використання (Нью-Йорк: McGraw-Hill, 1917)
- Утиски дометричних ваг і мір, що зберігаються в метричній системі Європи 1926—1927 (Нью-Йорк: компанія Макміллана, 1928)

### Патенти
- U.S. Patent 479 167 — «Electric meter»
- U.S. Patent 500 236 — «Electrostatic voltmeter»